# Ned Glass
Nusyn "Ned" Glass ( Radom, 1 de abril de 1906 - Encino, 15 de junho de 1984) foi um ator estadunidense nascido na Polônia que apareceu em mais de oitenta filmes e na televisão mais de cem vezes, frequentemente interpretando personagens nervosos, covardes ou enganosos. Papéis notáveis que ele interpretou incluíram Doc em West Side Story (1961) e Gideon em Charade (1963).

## Vida pregressa
Glass nasceu em Radom, Congresso da Polônia, Império Russo, em uma família judia. Ele emigrou para os Estados Unidos ainda jovem e cresceu na cidade de Nova York.

## Carreira
Glass trabalhou em vaudeville, e apareceu na Broadway em 1931 na peça de Elmer Rice Counsellor-at-Law. Ele continuou a atuar e dirigir na Broadway até 1936, quando assinou contrato com a Metro-Goldwyn-Mayer. Ele fez sua primeira aparição no cinema em 1937, com um papel não creditado em True Confession, e sua primeira aparição no cinema creditada veio em dois episódios da série Dick Tracy Returns (1938). 
A partir de 1937, Glass trabalhou regularmente em filmes, ajudado por amigos como o produtor John Houseman. Ele apareceu em varios curtas-metragens da Columbia Pictures e um favorito dos diretores Jules White e Del Lord. White destacou Glass em Os Três Patetas, Nutty But Nice, e co-estrelou com Buster Keaton em Mooching Through Georgia. Um vizinho de Toluca Lake, amigo de Moe Howard de Os Três Patetas, aquele factóide da vida real inspirou um mito falso de que Moe arranjou para Ned participar dos filmes dos Patetas; na verdade, Moe teve uma participação mínima a zero no elenco. Ele também apareceu em From Nurse to Worse, Three Little Sew and Sews, You Nazty Spy! e Eu nunca vou Heil novamente Glass não apareceu em nenhum filme lançado entre 1942 e 1947, possivelmente por causa do serviço militar, mas depois disso, interpretando pequenos papéis e pequenos papéis, incluindo três adicionais Stooges filma Hokus Pokus, Three Hams on Rye e Flagpole Jitters. Ele teria sido brevemente colocado na lista negra, período durante o qual encontrou trabalho como carpinteiro. 
Mais tarde, ele foi frequentemente visto na CBS nos esboços de The Honeymooners de Jackie Gleason. Ele estava em um episódio inicial (2.28) de Gunsmoke, "The Photographer", como "Old Grubby", um garimpeiro desalinhado que é brutalmente assassinado e escalpelado para obter uma fotografia emocionante e barata da violência ocidental. Ele também participou de outros 8 episódios, às vezes em um papel recorrente, interpretando um cidadão chamado "Husk". De 1955 a 1958, Glass interpretou "Sgt. Andy Pendleton" em You'll Never Get Rich (mais lembrado como The Phil Silvers Show). Em 1957, ele apareceu como "Jackson", um traficante de armas para os índios, em um episódio da série de faroeste sindicada, Boots and Saddles, bem como um bilheteiro ferroviário em North by Northwest, de Alfred Hitchcock. Ele interpretou Doc, o dono da drogaria, na versão hollywoodiana de West Side Story. No outono de 1963, Glass estrelou um episódio da combinação de sitcom/ drama da CBS de 13 semanas, Glynis, estrelado pela atriz britânica Glynis Johns como uma escritora de mistério, com Keith Andes como seu advogado-marido. Em 1965 apareceu em um episódio da comédia dramática Kentucky Jones, e em 1966 apareceu em dois episódios de The Fugitive, trabalhando com David Janssen mais uma vez.
Glass apareceu no episódio de 1967 de The Monkees intitulado "Monkees in the Ring" como promotor de luta Joey Sholto, e como falsificador condenado "Freddie the Forger" em um episódio da quinta temporada de Get Smart da NBC intitulado "Do I Hear a Vaults? " (1970). Ele interpretou "Sol Cooper" no veículo Diahann Carroll Julia de 1968 a 1971, e foi indicado em 1969 ao Emmy por sua atuação no episódio "A Little Chicken Soup Never Hurt Anybody".  Glass também interpretou "Tio Moe Plotnick" na curta série Bridget Loves Bernie (1972–1973). Em 1981 apareceu em Barney Miller, como Stanley Golden, no episódio "Field Associate" e também em 1975, no episódio "You Dirty Rat", como o Sr. Sam Becker, o exterminador, de Becker & Sons.
Os destaques da carreira cinematográfica de Glass incluem interpretar "Doc" em West Side Story (1961), "Popcorn" em Experiment in Terror (1962), de Blake Edwards, e o vilão "Leopold W. Gideon" em Charade, de Stanley Donen ( 1963). Suas outras aparições em filmes incluíram o filme de Elvis Presley Kid Galahad (1962), Papa's Delicate Condition (1963), A Big Hand for the Little Lady (1966), The Fortune Cookie (1966), Blackbeard's Ghost (1968), Never a Dull Moment (1968), The Love Bug (1969), Lady Sings the Blues (1972), Save the Tiger (1973). Sua última aparição no cinema foi na comédia de baixo orçamento Street Music (1981), e sua última aparição na TV foi como um batedor de carteiras em Cagney & Lacey em 1982.

## Vida pessoal
Glass era casado com a atriz Kitty McHugh, irmã do ator Frank McHugh e do ator Matt McHugh. Kitty cometeu suicídio em 3 de setembro de 1954. Mais tarde, Glass se casou com a atriz Jean (também conhecida como Jhean) Burton, mas o casamento acabou em divórcio.

## Morte
Glass morreu no Encino Hospital em Encino, Califórnia, em 15 de junho de 1984 aos 78 anos, após uma longa doença.

## Filmografia
- True Confession (1937) - Second Photographer (não creditado)
- Give Me a Sailor (1938) - Reporter (não creditado)
- Dick Tracy Returns (1938, Serial) - Kid Stark [Chs. 1, 13]
- Three Little Sew and Sews (1939)
- Mystery Street (1950) - Dr. Ben Levy, McAdoo's asst. (não creditado)
- The Bad and the Beautiful (1952) - Wardrobe Man (não creditado)
- The Clown (1953) - Danny Daylor (não creditado)
- The War of the Worlds (1953) - Well-Dressed Looter (não creditado)
- I Love Melvin (1953) - Theatre Manager (não creditado)
- Trouble Along the Way (1953) - Pool-Player (não creditado)
- Julius Caesar (1953) - Cobbler (não creditado)
- The Caddy (1953) - Stage Manager (não creditado)
- Mister Scoutmaster (1953) - News Dealer (não creditado)
- Jennifer (1953) - Grocery Clerk
- Geraldine (1953) - Agent (não creditado)
- The Yellow Tomahawk (1954) - Willy
- The Joker Is Wild (1957) - Johnson (não creditado)
- Hear Me Good (1957) - Funk (não creditado)
- The Defiant Ones (1958) - Doctor (não creditado)
- King Creole (1958) - Hotel Desk Clerk (não creditado)
- The Five Pennies (1959) - Murray (não creditado)
- The Rebel Set (1959) - Sidney Horner
- North by Northwest (1959) - Ticket Seller (não creditado)
- The Jayhawkers! (1959) - Storekeeper
- The Last Angry Man (1959) - Butcher (não creditado)
- West Side Story (1961) - Doc
- Experiment in Terror (1962) - Popcorn
- Kid Galahad (1962) - Max Lieberman
- Who's Got the Action? (1962) - Baldy
- Papa's Delicate Condition (1963) - Mr. Sparrow
- Charade (1963) - Leopold W. Gideon
- Patty Duke Show (1965) - Lawyer
- Blindfold (1966) - Lippy
- A Big Hand for the Little Lady (1966) - Owney Price
- The Fortune Cookie (1966) - Doc Schindler
- Blackbeard's Ghost (1968) - Teller
- Never a Dull Moment (1968) - Rinzy Tobreski
- Hogan's Heroes (1968, TV Series) - Max
- The Love Bug (1969) - Toll Booth Attendant
- Lady Sings the Blues (1972) - The Agent
- Save the Tiger (1973) - Sid Fivush
- The All-American Boy (1973) - Arty Bale
- Goldie and the Boxer (1979) - Al Levinsky
- Street Music (1981) - Sam